# Microstylum taeniatum
Microstylum taeniatum là một loài ruồi trong họ Asilidae. Microstylum taeniatum được Wiedemann miêu tả năm 1828. Loài này phân bố ở vùng nhiệt đới châu Phi.